# Mathis Labro
Mathis Labro (Turnhout, 25 februari 2005) is een Belgisch voetballer die sinds 2024 onder contract ligt bij KVC Westerlo.

## Clubcarrière
Labro ruilde in 2020 de jeugdopleiding van KVC Westerlo voor die van Club Brugge. In oktober 2021 ondertekende hij zijn eerste profcontract bij Club Brugge. Op 21 april 2023 maakte hij zijn profdebuut in het shirt van Club NXT, het beloftenelftal van Club Brugge in Eerste klasse B: in de promotie-playoffwedstrijd tegen RSCA Futures (0-0-gelijkspel) liet trainer Hayk Milkon hem in de 87e minuut invallen voor Mathis Servais. Op de voorlaatste speeldag van de promotie-playoffs mocht hij in de 1-3-nederlaag tegen RWDM in de slotfase invallen voor Laurens Goemaere. In het seizoen 2023/24 kwam hij niet aan spelen toe in Eerste klasse B, waarna hij in juni 2024 bij zijn ex-club Westerlo tekende.

## Clubstatistieken
| Seizoen         | Club            | Land            | Competitie      | Competitie | Competitie | Beker | Beker | Supercup | Supercup | Europees | Europees | Totaal | Totaal |
| Seizoen         | Club            | Land            | Competitie      | Wed.       | Dlp.       | Wed.  | Dlp.  | Wed.     | Dlp.     | Wed.     | Dlp.     | Wed.   | Dlp.   |
| --------------- | --------------- | --------------- | --------------- | ---------- | ---------- | ----- | ----- | -------- | -------- | -------- | -------- | ------ | ------ |
| 2022/23         | Club NXT        | Vlag van België | Eerste klasse B | 2          | 0          | —     | —     | —        | —        | —        | —        | 2      | 0      |
| 2023/24         | Club NXT        | Vlag van België | Eerste klasse B | 0          | 0          | —     | —     | —        | —        | —        | —        | 0      | 0      |
| Carrière totaal | Carrière totaal | Carrière totaal | Carrière totaal | 2          | 0          | 0     | 0     | 0        | 0        | 0        | 0        | 2      | 0      |

Bijgewerkt op 6 juni 2024.
1 Bolat ·
2 Ortakaya ·
3 Haidara ·
4 Fixelles ·
5 Bos ·
7 Sayyadmanesh ·
9 Frigan ·
10 Devine ·
11 Gümüşkaya ·
13 Sakamoto ·
15 Sydorchuk ·
17 Smekens ·
18 Yow ·
19 Slimani ·
20 Gillekens ·
22 Reynolds ·
23 Seigers ·
25 Rommens ·
30 Van Langendonck ·
32 Jordanov ·
33 Neustädter ·
34 Haspolat ·
36 Youlley ·
39 Van den Keybus ·
40 Bayram ·
44 Vušković ·
46 Piedfort ·
47 Mebude ·
49 Placias ·
60 De Boeck ·
77 Alcócer ·
99 Jungdal ·
Coach: Simons